# Campeonato Albanês de Futebol de 2017–18 – Primeira Divisão
A Primeira Divisão do Campeonato Albanês de Futebol de 2017–18, também conhecida como Kategoria Superiore de 2017–18 ou Superliga Albanesa de 2017–18, foi a 79.ª temporada oficial do campeonato de clubes equivalente à primeira divisão do futebol albanês (a 82.ª temporada se incluirmos três campeonatos não oficiais durante a Segunda Guerra Mundial) e a 18.ª temporada como Kategoria Superiore.
A temporada começou em 9 de setembro de 2017 e terminou em 23 de maio de 2018 e contou com a participação de dez equipes: oitos que permanceram da edição anterior e os dois promovidos da Kategoria e Parë (segunda divisão) de 2016–17. A organização da competição foi da Associação de Futebol da Albânia (em albanês:  Federata Shqiptare e Futbollitou, sigla: FSHF), entidade máxima do futebol na Albânia.
O título da Kategoria Superiore de 2017–18 ficou com o Skënderbeu. O time da cidade de Korçë sagrou-se campeão com três rodadas de antecedência e faturou seu 8.º título na história da competição. Além do título, o campeão da temporada garante vaga na primeira pré-eliminatória da Liga dos Campeões de 2018–19, já o segundo e o terceiro colocados, garantem vaga na primeira pré-eliminatória da Liga Europa da UEFA de 2018–19.
Como o Skënderbeu foi banido por dez anos das competições da UEFA em março de 2018, o vice-campeão da liga desta temporada ficou com a vaga na primeira pré-eliminatória da Liga dos Campeões de 2018–19, e o terceiro e o quarto colocados assumiram as vagas na primeira pré-eliminatória da Liga Europa da 2018–19.

## Regulamento
Os 10 clubes se enfrentam em quatro turnos (dois de ida e dois de volta) e, ao fim das 36 rodadas, o time com o maior número de pontos fica com o título albanês. O campeão entra na primeira pré-eliminatória da Liga dos Campeões de 2019–20, enquanto o segundo e o terceiro colocados disputam a primeira pré-eliminatória da Liga Europa de 2019–20. Por outro lado, os dois últimos são rebaixados para a Kategoria e Parë (segunda divisão) da temporada de 2018–19.

## Participantes
| Equipe     | Cidade      | Estádio (mando)                 | Temporada de 2016–17           | Título(s)              |
| ---------- | ----------- | ------------------------------- | ------------------------------ | ---------------------- |
| Flamurtari | Vlorë       | Estádio Flamurtari              | 8º lugar                       | 1 (em 1990–91)         |
| Kamza      | Kamëz       | Estádio Kamëz                   | (promovido da segunda divisão) | 0 (nenhum)             |
| Kukësi     | Kukës       | Kukës Arena                     | Campeão                        | 1 (em 2016–17)         |
| Laçi       | Laç         | Estádio Laçi                    | 6º lugar                       | 0 (nenhum)             |
| Luftëtari  | Gjirokastër | Estádio Gjirokastra             | 4º lugar                       | 0 (nenhum)             |
| Lushnja    | Lushnjë     | Estádio Abdurrahman Roza Haxhiu | (promovido da segunda divisão) | 0 (nenhum)             |
| Skënderbeu | Korçë       | Estádio Skënderbeu              | 3º lugar                       | 6 (último em 2015–16)  |
| Partizani  | Tirana      | Estádio Selman Stërmasi         | 2º lugar                       | 15 (último em 1992–93) |
| Teuta      | Durrës      | Estádio Niko Dovana             | 5º lugar                       | 1 (em 1993–94)         |
| Vllaznia   | Shkodër     | Estádio Loro Boriçi             | 7º lugar                       | 9 (último em 2000–01)  |

| 1. |

## Classificação
| Pos | Equipe         | Pts | J  | V  | E  | D  | GP | GC | SG  | Classificação ou Rebaixamento                  |
| --- | -------------- | --- | -- | -- | -- | -- | -- | -- | --- | ---------------------------------------------- |
| 1   | Skënderbeu (C) | 72  | 36 | 22 | 6  | 8  | 68 | 41 | +27 |                                                |
| 2   | Kukësi         | 63  | 36 | 18 | 9  | 9  | 61 | 41 | +20 | Primeira pré-eliminatória da Liga dos Campeões |
| 3   | Luftëtari      | 59  | 36 | 16 | 11 | 9  | 47 | 37 | +10 | Primeira pré-eliminatória da Liga Europa       |
| 4   | Laçi           | 56  | 36 | 16 | 8  | 12 | 45 | 39 | +6  | Primeira pré-eliminatória da Liga Europa       |
| 5   | Partizani      | 53  | 36 | 15 | 8  | 13 | 41 | 36 | +5  | Primeira pré-eliminatória da Liga Europa       |
| 6   | Flamurtari     | 46  | 36 | 11 | 13 | 12 | 37 | 37 | 0   |                                                |
| 7   | Kamza          | 46  | 36 | 12 | 10 | 14 | 37 | 41 | −4  |                                                |
| 8   | Teuta          | 46  | 36 | 12 | 10 | 14 | 55 | 58 | −3  |                                                |
| 9   | Vllaznia (R)   | 44  | 36 | 12 | 8  | 16 | 38 | 42 | −4  | Rebaixados à Kategoria e Parë                  |
| 10  | Lushnja (R)    | 11  | 36 | 2  | 5  | 29 | 29 | 86 | −57 | Rebaixados à Kategoria e Parë                  |

1. ↑  Em março de 2018, a UEFA excluiu o Skënderbeu de todas as competições da entidade pelos próximos dez anos por manipulação de resultados, além de lhe impor uma multa de 1 milhão de euros.[4]
2. ↑  O Skënderbeu clasificou-se para a primeira pré-eliminatória da Liga Europa de 2018–19 como campeão da Copa da Albânia de 2017–18. No entanto, como foi proibido de participar das competições da UEFA, a vaga atribuída ao vencedor da copa nacional foi repassada ao campeonato.

## Premiação
| Kategoria Superiore de 2017–18 Primeira Divisão do Campeonato Albanês de Futebol |
| -------------------------------------------------------------------------------- |
| Klubi Futbollistik Skënderbeu Korçë Campeão (8º título)                          |